# عبدالله خان خدابنده شهرکی
عبدالله خان خدابنده شهرکی (زاده در شهرکیان- مرگ ۷ اردیبهشت ۱۳۳۴)، از خوانین بزرگ ایل قشقایی و از سران جنبش مشروطه ایران بود که منجر به فتح تهران و انقلاب مشروطه شد.

## انقلاب مشروطه
از سران جنگ مشروطیت بود که به همراه برادرانش: هیبت‌الله خان و فضل‌الله خان و دیگر مردان شهرکیان تا استقرار مجدد مشروطیت و نابودی استبداد صغیر و برکناری محمدعلی شاه قاجار از تهران بازنگشتند.

## جنگ جهانی اول
از مبارزین فعال در جنگ جهانی اول در مقابل قشون انگلیس و روسیه بود که به همراه نفراتی همچون نظام السلطنه مافی، مدرس، سید محمد طباطبایی، علی‌اکبر دهخدا ، محمدتقی بهار، محمدتقی پسیان، عارف قزوینی به کشور عثمانی می‌روند که بارها با نیروهای روس درگیر شده و خطرات زیادی را تحمل می‌کنند که به خاطر شجاعتش از پاشای عثمانی مدال شجاعت دریافت می‌کند.

## اتحادیه چهارمحال
او از نسل ترک های قشقایی و یکی از مؤسسان اتحادیه چهارمحال علیه حکومت استبدادی خوانین بختیاری منطقه بود.
قشون دولتی به وسیلهٔ شجاعت و دادن اطلاعات محلی توسط او توانستند در جنگ بیدکان پیروز شوند و کمک بزرگی به مردم چهارمحال نمود.

## جنبش ملی چهارمحال
در سال ۱۳۰۴ در نتیجه آزار خوانین بختیاری، جنبش ملی چهارمحال پدید آمد و او همراه دیگر آزادیخواهان به طرف تهران حرکت نموده و شبانه روز فعالیت‌های دامنه‌داری را برای خاتمه دادن به حکمرانی خوانین بختیاری تا رسیدن به نتیجه نهایی انجام داد.

## پیشنهاد اعطای مقام دولتی
زمانی که رهبری جنبش چهارمحال را برای نابودی سلطه خوانین بختیاری به عهده داشت از طرف خوانین بختیاری پیشنهاد اعطای مقام دولتی مشروط به کناره‌گیری از قیام به او می‌شود که او این پیشنهاد را رد می‌کند و جنبش را تا مرحله رسیدن به هدف به پیش می‌برد.

## مرگ
عبدالله خان خدابنده شهرکی در ۷ اردیبهشت ۱۳۳۴ درگذشت.